# Kelly Key
Kelly de Almeida Afonso Freitas, mais conhecida como Kelly Key (Rio de Janeiro, 3 de março de 1983), é uma cantora, compositora, youtuber e personalidade de televisão brasileira. Em 2004 também estreou como diretora de arte de seus próprios shows. Academicamente, Kelly se formou ainda adolescente no curso de artes cênicas pelo Teatro O Tablado, mas nunca exerceu a profissão de atriz, além de ter se graduado em administração no Centro Universitário Augusto Motta (UNISUAM), em 2010. Em 2015 iniciou outro curso universitário, medicina veterinária na Universidade Estácio de Sá, no qual não chegou a se formar após engravidar de seu terceiro filho. Entre seu trabalho filantrópico destacam-se a campanha do Governo Federal pelo incentivo ao uso do preservativo em 2002, e da Amigos da Infância com Câncer (AMICCA), a qual é madrinha desde 2003. Kelly é casada desde 2004 com o ex-futebolista e empresário angolano Mico Freitas, herdeiro do Grupo COSAL, cuja fortuna da família foi avaliada em 500 milhões de euros. A cantora tem três filhos: Suzanna, Jaime Vitor e Artur – nascidos em 2000, 2005 e 2017, respectivamente. Em sua carreira como cantora, vendeu mais de 2 milhões de cópias.
Sua carreira começou em 1999, quando assinou com a TV Globo e estreou como apresentadora do programa Samba, Pagode & Cia..  Dois anos depois, em 2001, foi contratada pela Warner e lançou seu primeiro single, "Escondido", mas foi mesmo com "Baba" que ganhou destaque nas rádios. Em 16 de agosto lança seu primeiro álbum, o homônimo Kelly Key, vendendo 500 mil cópias e conquistando disco de platina no Brasil e em Portugal, tendo retirado ainda as canções "Anjo" e "Cachorrinho". Em 2003 lança o disco Do Meu Jeito, com o qual vende 500 mil cópias e extrai os singles "Adoleta" e "Chic, Chic". Em 2004 assinou contrato com a Band para apresentar um programa de auditório inspirado nos moldes da MTV Brasil, porém acabou sendo realocada temporariamente para o Band Kids, o que a fez romper o contrato em alguns meses após descobrir gravidez. Em 2005 lança o terceiro álbum de estúdio, novamente um álbum homônimo, trazendo "Escuta Aqui Rapaz" e a versão da canção "Barbie Girl" como singles e vendendo cerca de 250 mil cópias, emendando em 2006 seu quarto trabalho, Por Que Não?.
Em 2007 deixa a Warner e assina com a Som Livre, liberando sua primeira coletânea oficial, 100%, onde retirou dois de seus maiores sucessos, "Você é o Cara" e "Super Poderosa, vendendo 100 mil cópias. Em 2008 chega às lojas seu sexto álbum de estúdio, Kelly Key, que viria a ser o último antes de anunciar um hiato de sete anos da música. A partir de 2009, visando focar-se na carreira de apresentadora, se torna jurada do quadro de calouros no programa Show da Gente. No mesmo ano assina contrato com a Rede Record, apresentando os programas Mestres do Ilusionismo, Hoje em Dia, Game Show, além de ser jurada do Ídolos Kids, ficando na emissora até o final de 2014. Em 2015 retorna à música e lança seu sexto álbum de estúdio, No Controle, pela Deckdisc. Desde então, Kelly se dedica a seu programa no YouTube, onde entrevista personalidades do universo fitness.
Kelly também é presidente do Kiala FC, clube de futebol angolano voltado à formação de jovens atletas, e é a única mulher presidente de um clube de futebol em Angola.

## Biografia

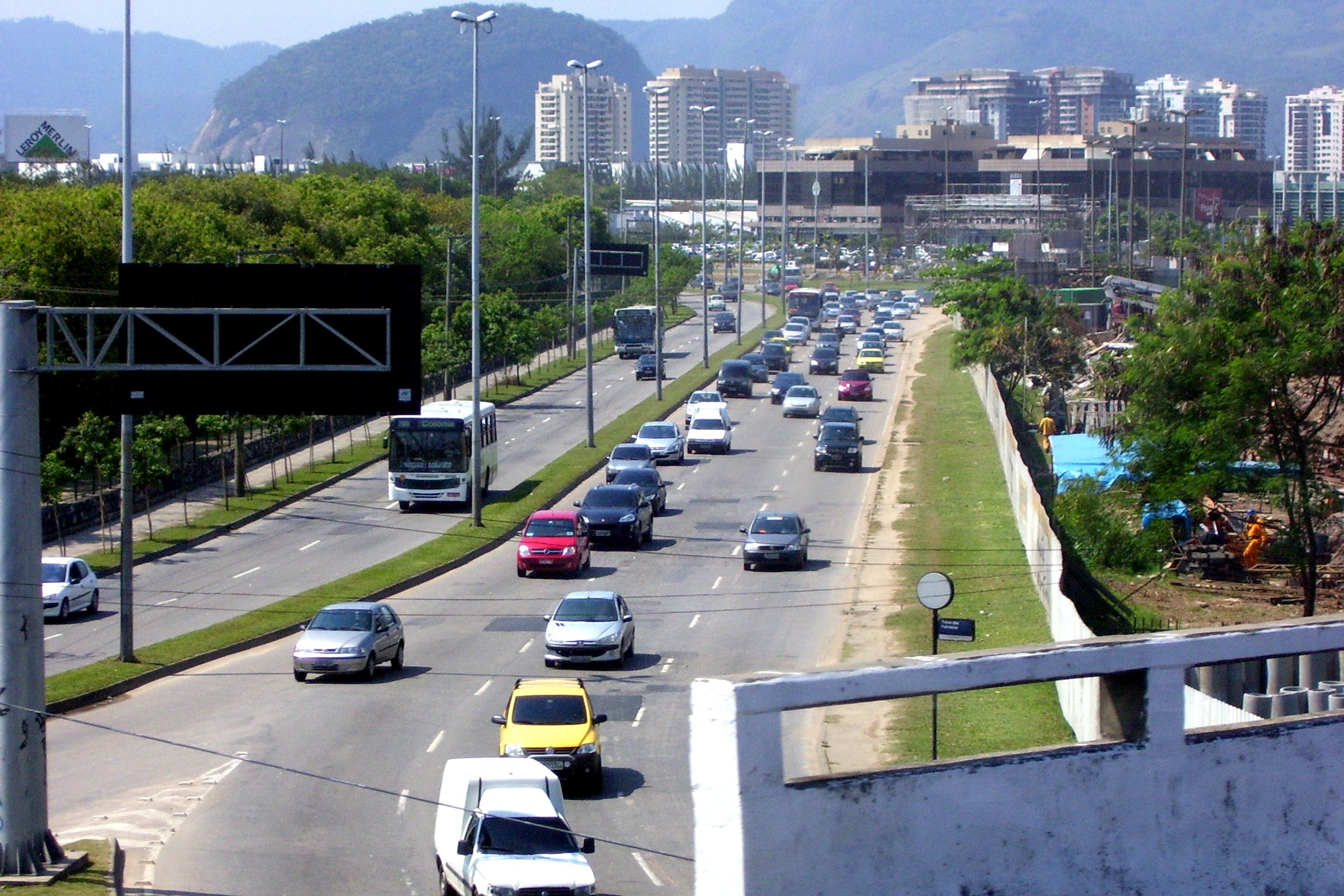
Jacarepaguá, bairro de classe média do Rio de Janeiro, onde Key nasceu e foi criada.

Kelly de Almeida Afonso nasceu e cresceu em Jacarepaguá, bairro de classe média do Rio de Janeiro. Filha do casal de comerciantes Elisabeth Mota de Almeida Afonso e Porfírio Ribeiro de Matos Afonso e tendo como único irmão Thiago de Almeida Afonso, dois anos mais novo, a cantora tem ascendência portuguesa. Durante a infância teve uma criação rígida, uma vez que seus pais não permitiam que ela brincasse na rua, o que fez com que não criasse amizades até a adolescência. Desenvolvendo sintomas de agorafobia, Kelly não conseguia interagir com outras pessoas, incluindo seus professores, o que a levou a repetir dois anos. Durante entrevista, anos depois, ela explicou: "Tinha pavor de ir para o colégio. Me assustava até com o motorista do ônibus escolar. Não sabia me expressar, tinha vergonha até para dizer que estava passando mal na sala de aula". Apesar disso Kelly nutria o sonho de se tornar uma artista um dia e, junto com seu irmão, fazia imitações de celebridades como Jô Soares, Hebe Camargo, Janet Jackson e Madonna dentro de casa. Com a filmadora da família criava e gravava programas fictícios de música e entrevista, apresentados por ela e Thiago.
Em 1990, com a intenção de vencer a timidez, passou a fazer aulas de canto, teclado, dança e jazz. Aos 13 anos sua mãe a inscreveu em um curso de modelagem e a jovem passou a desfilar, apesar da posição contra de seu pai. Em 1995 entrou para o curso de artes cênicas no Teatro O Tablado, da dramaturga Maria Clara Machado, onde chegou a se formar como atriz. Em 1998 criou o nome artístico de Kelly Lomback e intensificou as atividades como modelo ao participar do concurso de beleza In Fashion Rio, que visava escolher a modelo mais bela do Rio de Janeiro entre 14 e 18 anos, ganhando em primeiro lugar. Logo após também vence o Barra Beauty, que elegia a musa da praia da Barra da Tijuca.

## Carreira

### 1999–00: Estreia na televisão
Em 1999, aos 15 anos, Kelly realizou um teste para integrar o elenco de apresentadores de um novo programa dominical da TV Globo. A jovem foi escolhida dentre outras dez garotas e, em 27 de março, faz sua estreia na televisão como apresentadora do Samba, Pagode & Cia., ao lado dos cantores Salgadinho, vocalista do Katinguelê, e Netinho de Paula, do Negritude Jr.. No programa Kelly conduzia quadros de entrevistas e curiosidades, enquanto Salgadinho e Netinho comandavam as apresentações de grupos de pagode e samba diretamente do Via Funchal, sendo o primeiro produto desenvolvido na emissora diretamente para a classe média e que viria à influenciar, futuramente, o Esquenta!. Kelly, que era loura, precisou tingir os cabelos de preto e colocar dreadlocks, além de passar por processos intensivos de bronzeamento artificial para ficar no tom de pele mais escuro, condizente aos demais apresentadores e ao que a emissora considerava a personificação da periferia.
Na ocasião seu nome artístico era assinado como Kelly Ka. No final de 1999 conheceu Dalmo Belloti, empresário do ramo musical e diretor artístico da Sony Music, que estava à procura de uma jovem para lançar como cantora em um projeto que unisse música pop mais dançante do que se fazia no Brasil até então e R&B com coreografias marcadas, semelhante ao trabalho que a estadunidense Britney Spears desenvolvia, convidando-a para gravar um disco demo. Inicialmente Kelly recusou o convite, uma vez que não tinha pretensão de se tornar cantora, visando apenas seguir a carreira de apresentadora, porém, incentivada por seus pais, acabou aceitando-o. Em 2000 gravou a demo com o produtor musical Cuca e, após enviada para algumas gravadoras, ganhou o interesse da Warner, que assinou contrato com ela para cinco álbuns e outros projetos paralelos, conforme a desenvoltura da carreira. Em busca de um nome artístico que soasse autêntico e forte optou por Kelly Key, sugestão do fotógrafo Chico Audi enquanto realizava um ensaio fotográfico, que argumentou que este simbolizaria a chave de seu sucesso.

### 2001–02:Kelly Keye sucesso internacional
Em 18 de junho de 2001 Kelly lança o primeiro single, "Escondido", e passa a se apresentar em casas de shows e rádios para formar sua credibilidade artística. Em 17 de agosto chega às lojas seu primeiro disco pela Warner, o homônimo Kelly Key, vendendo 100 mil cópias no primeiro mês. As faixas foram todas compostas por Kelly em letras marcadas pelo modo explicito em se falar sobre a sexualidade feminina, explorando temas considerados feministas e íntimos, pouco utilizados na música pop nacional antes, considerada pelos críticos o oposto das cantoras brasileiras da ocasião que optavam pelo pop romântico. Em 7 de novembro "Baba", sua segunda música de trabalho, é lançada, apesar do receio da cantora se seria uma aposta correta, revelado por ela em entrevista: "Eu pensava 'Vou mandar alguém babar?’. Tinha vergonha, mas a gravadora escolheu essa música para tocar. Eles disseram que era um chiclete, e acertaram". O videoclipe da canção recebeu duas indicações ao MTV Video Music Brasil do ano seguinte. Apenas no início de 2002 "Baba" começa a ser executada em demasia pelas estações e Kelly atinge o reconhecimento nacional, fazendo com que a faixa atinja a primeira posição nas rádios brasileiras. Em 14 de janeiro lança oficialmente sua primeira turnê, a Kelly Key Tour, passando por casas de espetáculo e arenas.
Kelly chegou a fazer cerca de 25 shows mensais e até quatro por dia, alternando os horários, tendo dos maiores cachês do país na época. Além disso a última fase da turnê contava com uma série de shows realizados na Europa e Estados Unidos. Na época "Escondido" também passou a ser executada nas rádios e a cantora foi convidada para cantar para os eliminados da primeira temporada do Big Brother Brasil no especial do Domingão do Faustão depois de ter sido eleita como uma das artistas favoritas dos participantes. Em 17 de abril de 2002 é lançado o terceiro single, Anjo, sua primeira balada romântica de sua carreira. O videoclipe da faixa foi produzido pela Academia de Filmes e trouxe pela primeira vez um diretor de fotografia, Adriano Goldman, produtor da MTV. Com a demanda de shows fora do país, em 13 de junho é lançado o disco En Español, que compilava todas as canções do primeiro álbum em versões de língua espanhola. O álbum não foi lançado no Brasil, apenas na América Espanhola, vendendo um total de 50 mil cópias. A versão de "Baba" foi liberada como primeiro single internacional, atingindo a sétima posição no Chile, enquanto "Cachorrito", o segundo lançamento, foi número onze no país.
Em maio foi convidada para abrir os shows brasileiros da turnê Dream Within a Dream Tour, da cantora Britney Spears, que passaria por cinco cidades em setembro daquele ano. Porém isso nunca veio a acontecer, uma vez que a produção de Britney desistiu de trazer a turnê ao Brasil. Para finalizar o trabalho do disco, Kelly lança "Cachorrinho" como quarta música de trabalho nas rádios brasileiras, tendo um videoclipe inspirado na imagem de dominatrix. Ao todo seu primeiro álbum vendeu ao todo 500 mil cópias, fechando o ano como um dos mais vendidos do país e recebendo o disco de platina no Brasil e em Portugal. Ainda naquele ano a Warner convoca alguns DJs e produtores para remixarem algumas canções do primeiro álbum devido ao bom desempenho de Kelly nas casas noturnas, lançando em 4 de novembro o Remix Hits, que trouxe uma canção inédita, a versão de "I Deserve It" da cantora estadunidense Madonna. O álbum vendeu em torno de 100 mil cópias. Na mesma época é convidada para gravar uma versão de "Die Another Day", que seria incluída na trilha sonora brasileira do filme 007 - Um Novo Dia para Morrer, porém acabou recusando pela mensagem passada na letra. Em 12 de dezembro, vivendo o ápice de seu sucesso, Kelly teve que ser retirada da Livraria Saraiva, no Rio de Janeiro, escoltada por seguranças e pela polícia militar, uma vez que o público invadiu o local de forma eufórica e acabou a encurralando a ponto de não ter como atender a todos.

### 2003–04:Do Meu JeitoeAo Vivo
Em 19 de fevereiro de 2003 se apresenta na quinquagésima quarta edição do Festival Internacional da Canção de Viña del Mar para 15 mil pessoas, além de ser jurada na categoria de artistas folclóricos durante os cinco dias do festival. Em 30 de março é lançado "Adoleta" como primeiro single do novo álbum, sendo sua primeira canção não autoral. A faixa recebeu diversas críticas, alegando que estimulava os jovens à deixarem os estudos pré-vestibular para procurarem relações sexuais, o que fez com que a cantora emitisse uma nota oficial: "A música não diz para largar o estudo de maneira nenhuma. Numa música a gente interpreta um personagem". Em 24 de abril é liberado o segundo álbum, Do Meu Jeito, vendendo 60 mil cópias nas duas primeiras semanas. Ao todo o disco vendeu 300 mil cópias e recebeu o certificado de disco de ouro. Em 27 de julho grava seu primeiro DVD durante sua apresentação Canecão para lança-lo no ano seguinte, trazendo seis membros na banda e sete bailarinos, tendo a coreografia criada pelo instrutor Eduardo Neves, a direção de Karina Ades e a produção da Academia de Filmes. Em 4 de agosto lança "Chic, Chic" como segundo single, contando a história de sua vida antes da fama, quando almejava se tornar uma grande artista e atingir o sucesso, tendo a temática comparada à "Lucky", de Britney Spears. O videoclipe foi retirado da gravação do DVD.
Em 15 de novembro lança o terceiro single, "A Loirinha, o Playboy e o Negão", fazendo uma crítica ao racismo no Brasil de forma humorada. Com o desempenho forte de "Chic, Chic" ainda, a canção começou a ganhar rotatividade meses depois, chegando posteriormente às quatro mais tocadas nas rádios do brasileiras. Em 15 de janeiro lança "Por Causa de Você" como single único do seu próximo trabalho, permanecendo por oito meses entre as mais tocadas nas rádios. Em 20 de janeiro é lançado seu primeiro álbum ao vivo, Kelly Key - Ao Vivo, trazendo três versões diferentes, sendo em disco, DVD e um box especial contendo ambos. O trabalho trouxe, além das canções próprias, as versões de "Como Eu Quero", de Kid Abelha, e um medley com clássicos da Jovem Guarda, incluindo "Banho de Lua", "Estúpido Cupido" e "Biquíni de Bolinha Amarelinha", originalmente gravadas por Celly Campello. Outras canções foram gravadas no projeto e, no entanto, acabaram não entrando na edição final, incluindo "Já Sei Namorar" e "Velha Infância", de Tribalistas, "Ojos Asi, de Shakira", e "Holiday", de Madonna. O disco recebeu o certificado de ouro.
Na mesma época foi convidada para interpretar a personagem Tina na telenovela Da Cor do Pecado – fazendo um par triplo com Caio Blat, Cauã Reymond e Pedro Neschling –, porém acabou recusando e o papel passou para Karina Bacchi. Em 31 de maio assina contrato com a Rede Bandeirantes à convite da diretora Marlene Matos, visando retomar a carreira como apresentadora. A ideia inicial era que Kelly tivesse um programa diário jovem nas noites da emissora, com números musicais, temáticas ousadas e quadros de namoro, inspirado nos moldes da MTV Brasil. Enquanto o formato estava sendo elaborado, a cantora passou a comandar o regresso do Band Kids, a partir de 5 de julho, onde comandava apenas o anime Os Cavaleiros do Zodíaco, lia e-mails dos seguidores do seriado e discutia curiosidades sobre os episódios. Além disso a cantora também apresentou um especial, Contando Histórias, onde declamava alguns clássicos da literatura infantil em quatro episódios. Em 15 de agosto inicia a turnê Por Causa de Você: O Show, que percorreu as cidades brasileiras até o final daquele ano. No final daquele ano descobre que está grávida e, em 31 de dezembro, decide deixar a emissora para entrar em licença-maternidade, o que gerou o cancelamento dos planos de um programa diário.

### 2005–06:Kelly KeyePor Que Não?

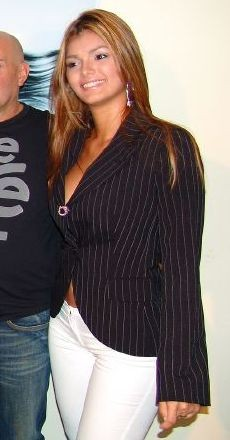
Key em um evento em maio de 2005.

Durante os últimos meses de gestação entra em estúdio para gravar seu terceiro álbum de inéditas. Para o novo trabalho Kelly renovou parte de sua equipe, trocando seus produtores com o objetivo de modificar o estilo de suas músicas. Em 18 fevereiro de 2005, logo após deixar a maternidade, realiza o ensaio fotográfico para o encarte, ainda com o cabelo moreno, antes de retornar ao loiro. O primeiro single escolhido, "Escuta Aqui Rapaz", é lançado em 1 de maio, tendo a primeira apresentação pós-licença-maternidade no Caldeirão do Huck. Em 23 de maio é lançado seu terceiro álbum, o homônimo Kelly Key, que trouxe mudanças drásticas em relação aos anteriores, deixando de lado o R&B e as composições explícitas e focando-se em um estilo teen pop com canções sobre romantismo, direcionado para um público mais jovem que antes. Outra mudança notável, especialmente no encarte do álbum, foi seu visual, que agora trazia roupas mais coloridas e com estampas de animes, deixando de lado a sensualidade. Apesar das mudanças o álbum teve uma boa recepção dos críticos, recebendo de alguns a média de 90% positiva. Ao todo foram vendidas 100 mil cópias, recebendo o certificado de ouro. Em 17 de julho estreia sua nova turnê, intitulada Turnê O Filme Já Vai Começar, em forma de sequência teatral, onde durante o show contava-se uma história pelas canções e uma interligava a outra os pontos da trama.

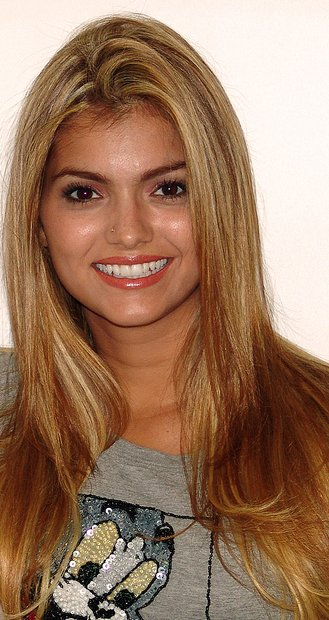
Key em 2006.

Em 2 de agosto lança seu segundo single, "Barbie Girl", versão da banda dinamarquesa Aqua, gravada oito anos antes, tendo uma boa repercussão nas rádios. O videoclipe da faixa foi gravado entre 17 e 18 de agosto e lançado em 30 do mesmo mês. Em 20 de novembro "Papinho" é lançado como terceiro e último single, alcançando as vinte e cinco mais tocadas nas rádios. Na mesma época foi novamente convidada pela TV Globo para integrar uma novela, sendo esta Belíssima, onde interpretaria a ousada Giovanna, o qual recusou novamente e o papel acabou passando para Paolla Oliveira. Em 12 de fevereiro de 2006 estreia como participante do reality show Dança dos Famosos, fazendo dupla com o coreógrafo Marcelo Chocolate. Kelly chegou à final do programa, ficando em segundo lugar por apenas dois pontos. Durante a produção de seu quarto álbum a cantora decidiu mudar o foco de seu último trabalho e reunir os produtores de seus dois primeiros lançamentos, visando voltar a apostar em temáticas explícitas em suas composições e em um visual sensual novamente. Em agosto realiza uma seleção para escolher seus novos bailarinos, recebendo cerca de mil inscrições, das quais foram contratados seis, dentre eles Lorena Simpson, que iria a se tornar cantora futuramente. Na mesma época também foi convidada pelo SBT para integrar o elenco principal da telenovela Cristal, em um papel não revelado, o qual acabou recusando pela terceira vez.
Em 15 de setembro lança o single "Pegue e Puxe", trazendo uma mistura de música pop e melody. Em 20 de setembro chega às lojas seu quarto álbum, Por que Não?, voltando ao R&B e ao dance-pop dos primeiros trabalhos e as composições sobre sexualidade. O disco recebeu críticas positivas, destacando a postura independente e feminista nas composições, sendo que sobre as composições explícitas, como "Me Pega de Jeito", Kelly declarou que fazia parte de seu trabalho há anos: "É bem adulto. Não tive como fugir disso. Mas não é vulgar. Não sou vulgar". O álbum vendeu em torno de 40 mil cópias. Já em 15 de outubro é lançado seu segundo DVD, Toda Linda, em formato de vídeo-novela, onde cada videoclipe estava interligado com o seguinte, contando uma história que se passava dentro de uma casa. Em 28 de dezembro "Shake Boom" é liberada como segundo single apenas nas rádios do Rio de Janeiro, enquanto no resto do Brasil "Analista" é escolhida como segunda música de trabalho, liberada em 4 de abril de 2007, sendo que ambas tiravam um videoclipe retirado do DVD.

### 2007–09:100%ePra Brilhar

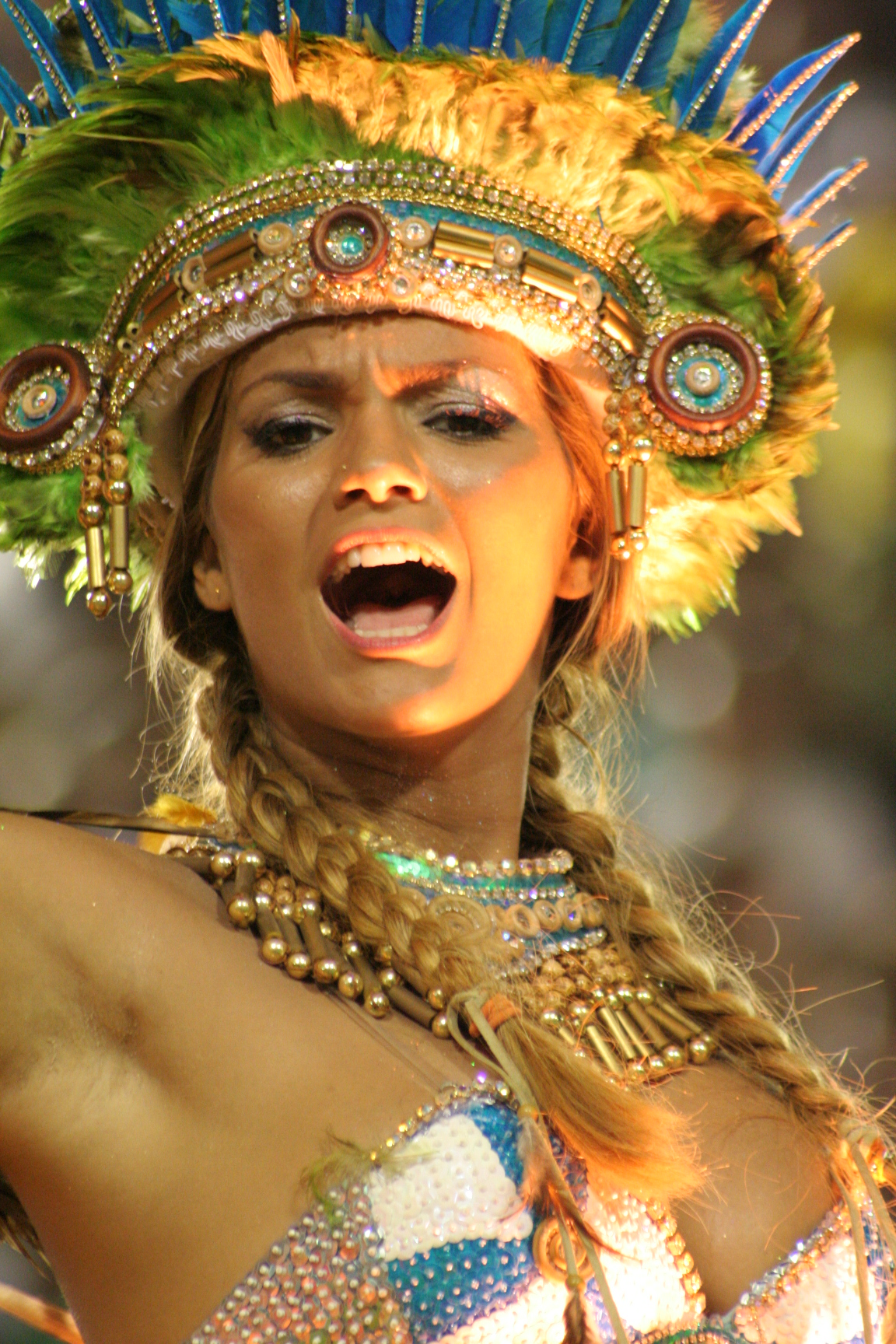
Key durante o desfile da escola de samba Vila Isabel em 2007.

Em 2 de junho de 2007, Kelly deixa a Warner depois de sete anos de contrato e assina com a Som Livre, pertencente às Organizações Globo. Em 10 de novembro, lança seu primeiro single pela nova gravadora, "Você É o Cara", atingindo a primeira posição nas rádios brasileiras e sendo bem recebida pela crítica especializada, que avaliou-a como amadurecida. Apesar de lançada no último trimestre, "Você É o Cara" finalizou o ano como a sétima canção mais executada de 2007 e a décima oitava do ano seguinte. O alcançou 4 milhões de visualizações nos primeiros dois meses, número pouco comum na época. Em 29 de novembro lança sua primeira coletânea oficial, 100%, durante sessão de autógrafos na Rádio Globo. O disco trouxe três faixas inéditas e foi lançado em duas versões, uma comum e outra em digipak, seu primeiro trabalho ecologicamente sustentável. Ao todo foram vendidas 100 mil cópias. Em 21 de maio de 2008 é lançado o segundo single, "Super Poderosa", que alcançou boas posições nas rádios e fechou o ano como uma das mais tocadas.
A canção foi comparada à "Perigosa", de As Frenéticas, e, futuramente, "Run the World (Girls)", de Beyoncé, pela temática utilizada, que enaltecia o poder das mulheres e o próprio ego. Em julho se tornou jurada do talent show Astros, no SBT, entrando na metade da primeira edição para cobrir a licença-maternidade de Cynthia Zamorano, que fazia parte da bancada originalmente, revezando seu posto com João Gordo e ficando até o final da temporada. Paralelamente, montou seu novo espetáculo, estreando em 11 de agosto a Turnê 100%, em apresentação no Canecão, onde reuniu os maiores sucessos de sua carreira em referência à sua coletânea lançada no ano anterior. Em 5 de setembro, lança o single "Tô Fora" para a trilha sonora nacional da décima quinta temporada do seriado Malhação como tema de Felipa, personagem de Sophia Abrahão. A canção foi apresentada durante alguns programas da TV Globo, como Estação Globo e Show da Virada, para divulgar a série, sendo incluída também ao seu próximo trabalho.
Em 20 de setembro é lançado seu quinto álbum, Pra Brilhar, vendendo cerca de 40 mil cópias. O disco trouxe, além de dez faixas inéditas, as versões "Parou pra Nós Dois", "Indecisão" e "A Fila Anda", originalmente "Strictly Physical", de Monrose, "Sometimes", de Britney Spears e "Touch My Body", de Ashanti, respectivamente. O disco recebeu boas críticas, notando o amadurecimento de Kelly ao focar em composições mais pessoais. Em 29 de novembro lança "O Tempo Vai Passar" como segundo single, sendo a primeira canção trabalhada apenas para o álbum e tendo um videoclipe lançado em 8 de dezembro. Para a última música Kelly contatou o produtor Mr. Jam para remixar a faixa "Indecisão", trocando a sonoridade pop romântica por uma roupagem de dance pop e R&B, contando com os vocais de apoio do artista nas estrofes de rap incorporadas. A versão, intitulada como "Indecisão (Mr. Remix)", foi lançada em 5 de abril de 2009 durante o programa Tudo É Possível.

### 2009–14: Pausa na música e televisão

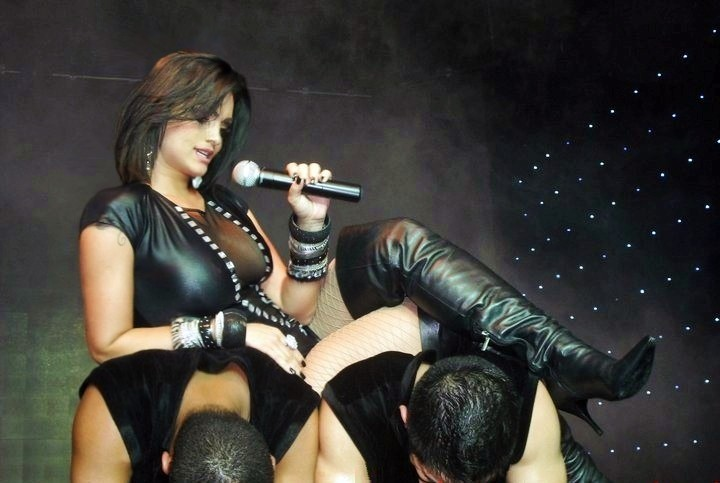
Kelly na In the Night Tour, em 2011.

Em maio de 2009 Kelly anunciou uma pausa na música para retomar sua carreira televisiva e estreia como jurada no "Concurso Nacional de Pagode", no programa Show da Gente, no SBT, que visava revelar uma nova banda do gênero. Em 11 de setembro assina contrato com a RecordTV e, dois dias depois, em 13, estreia como apresentadora da versão dominical do Hoje em Dia, que durou apenas três meses. Em 7 de dezembro apresenta o especial de final de ano Mestres do Ilusionismo, mostrando números de mágica feitos por grandes profissionais internacionais. Em 11 de dezembro seu contrato com a Som Livre chega ao fim e decide não renova-lo, apesar de receber propostas da gravadora para novos álbuns.
Em 9 de janeiro de 2010 passa a comandar o programa Game Show ao lado de Celso Cavallini, realizando jogos com artistas. O programa, inspirado nos programas da MTV Brasil, era gravado apenas na Praia de São Francisco, no Rio de Janeiro, sendo exibido nas manhãs de sábado. Além disso, se tornou repórter da versão semanal do Hoje em Dia. Em 15 de janeiro de 2011 estreia sua segunda temporada no comando do Game Show, tendo a diferença de ser gravada cada edição em praias diferentes, como em Campos dos Goytacazes, no Rio de Janeiro, e em Fortaleza, no Ceará. O programa foi o primeiro produto não-jornalistico da emissora a ser gravado HDTV para televisão de alta definição. Apesar do hiato na música, Kelly embarcou em uma turnê por casas noturnas focadas no público LGBT devido a demanda de shows, porém enfatizou que não pretendia lançar um novo disco. Em 23 de novembro de 2011 é lançado "Shaking (Party People)", seu primeiro trabalho oficial em quase três anos, dito pela cantora como apenas uma faixa para dar uma renovação ao repertório de shows. Em 2012 se torna jurada do Ídolos Kids, versão infanto-juvenil do talent show Ídolos. Em 10 de junho, junto com João Gordo e Afonso Nigro, começa a realizar as audições do programa em São Paulo, Rio de Janeiro, Salvador, Porto Alegre e Goiânia. Em 5 de setembro a primeira temporada estreia, tendo quinze selecionados dos dois mil inscritos, do qual o vencedor ganhava um contrato com a gravadora.
Como extensão do programa, Kelly lança em 1 de outubro uma coletânea de regravações de músicas infantis, o Festa Kids, como trilha sonora do Ídolos Kids, o qual vendeu 10 mil cópias. Em 23 de fevereiro de 2013 Kelly começa a realizar as aduções para a segunda temporada do Ídolos Kids, que estreia em 14 de abril. A última etapa do programa foi realizada na Walt Disney World, nos Estados Unidos, sendo que a final foi gravada no palco do American Idol, trazendo como mentores auxiliares Ivete Sangalo e o estadunidense Jon Secada. Uma terceira temporada foi planejada pela emissora, porém Kelly decidiu deixar a bancada. No início de 2014 decide não renovar om a RecordTV, insatisfeita com o fato da emissora ter lhe prometido um programa próprio e não cumprido, embora ela tenha deixado a carreira de cantora exatamente para dedicar-se ao ofício.

### 2014–presente: Sucesso no Youtube e retorno esporádico à música

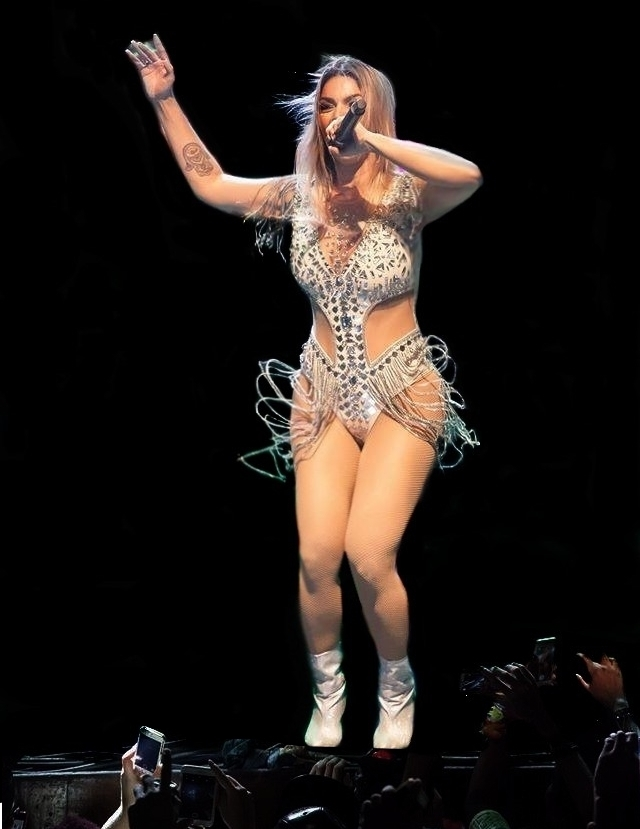
Key em um show em 2016.

Em julho de 2014 anuncia seu retorno à música após 6 anos dedicando-se à televisão. Em 10 de outubro lança o single "Controle", atingindo o número setenta e nove na Billboard Brasil Hot 100 Airplay. O álbum No Controle foi lançado em 3 de fevereiro de 2015, sendo seu primeiro álbum em sete anos de hiato sendo gravado em Portugal e Angola. O álbum se destacou por abandonar totalmente a música pop e o R&B que consolidaram a carreira de Kelly para apostar no ritmo africano da kizomba. A cantora declarou que estava fugindo de ser clichê. "Turn Around" e "Let It Glow" foram liberados como singles promocionais.
Em 1 de setembro de 2015 estreia seu próprio canal no YouTube, no qual Kelly entrevistava celebridades do universo fitness, que conquistaram corpos desejados e se tornaram referência no gênero, mostrando para o público o direcionamento para seguir o mesmo caminho. O programa teve boa recepção por parte dos críticos de televisão, sendo notado pela originalidade ao focar-se em um seguimento específico – no caso o universo fitness –, diferenciando-se dos demais talk shows.
Aos poucos o canal foi aderindo a outras temáticas, como série de exercícios e receitas fitness, quadros familiares, vlogs e dicas de produtos de beleza e saúde. Em 2017 o canal era o mais assistido no seguimento fitness. Em 2018 atingiu 1 milhão de inscritos em seu canal.
Em 2019 Kelly assina novamente com a Warner e lança um EP em 8 de outubro, retornando à música pop após 11 anos. O álbum completo Do Jeito Delas foi lançado em 10 de julho de 2020, trazendo a participação de Luísa Sonza, Pocah, Rebecca e Preta Gil, tendo como singles "Aumenta o Som" e "Montanha Russa". Em 7 de outubro vence o Prêmio Influency, o maior entre influenciadores digitais, na categoria Maior Influenciadora Fitness.

## Vida pessoal
Kelly nasceu e cresceu no bairro de Jacarepaguá, no Rio de Janeiro. Em 2002 desfilou pela escola de samba carioca GRES Caprichosos de Pilares fantasiada de Eva. Na mesma época recebe o convite para realizar um ensaio sensual para a revista Playboy, que é lançada em 10 de dezembro sob um cachê de 1 milhão de reais. A edição da revista vendeu ao todo 700 mil exemplares, sendo a mais vendida da década de 2000 e a décima quarta da história no Brasil. Kelly foi convidada outras vezes para realizar novos ensaios na revista, chegando a ter propostas de 3 milhões de reais, porém recusou-as. Em 2003 teve uma crise crônica de úlcera que a fez cancelar shows e parar suas atividades para se recuperar. Já em 2005, fundou a Kelly Key Produções Artísticas, responsável por agenciar sua carreira. Durante o Carnaval de 2007 desfilou pela escola de samba GRES Unidos de Vila Isabel vestida de índia. Kelly mora em um condomínio de alto padrão em Jacarepaguá, Rio de Janeiro. Kelly também é colecionadora de vídeo games, tendo em torno de 150 jogos e dez aparelhos. Durante entrevista para o UOL Jogos, revelou que seus jogos favoritos incluíam The Walking Dead e as sequências Gran Turismo, Uncharted, Call of Duty, Pitfall!, GTA e Mario Bros.
Kelly é proprietária de imóveis na Riviera Portuguesa e no Algarve, em Portugal e, em 2014, declarou que pretende se mudar para o país dentro de alguns anos. Seu marido é filho do empresário angolano Jaime Freitas e herdeiro do Grupo COSAL – responsável por investimentos em diversas áreas, incluindo a produção de automóveis de luxo na África para as marcas Hyundai, Mercedes Benz e Mitsubishi e a posse de diversos hotéis em todo continente –, além de ser acionista no Banco Caixa Geral de Angola. Em 2016 a fortuna da família de Mico foi avaliada em 500 milhões de euros, ou seja, em torno de 1,7 bilhão de reais.

### Formação educacional
"Nunca consegui conciliar com o trabalho mas, de uns anos para cá, tenho feito só o que me dá prazer. É muito comum hoje em dia fazer faculdade aos 30, aos 40 anos. É diferente fazer faculdade agora do que onze anos atrás."

— Kelly sobre cursar sua segunda faculdade aos 32 anos.
Em 1996, com apenas treze anos, ingressou no curso de artes cênicas no Teatro O Tablado, da dramaturga Maria Clara Machado, onde chegou se formou como atriz, embora nunca tenha exercido a profissão. Em 2005, logo após o nascimento de seu segundo filho, passou no vestibular para o curso de medicina veterinária na Universidade Estácio de Sá, no Rio de Janeiro, e começou a estudar naquele ano, porém teve que trancar o curso pela sequência de shows intensa e para poder dedicar-se mais aos primeiros meses de seu bebê. Em 2010 aproveitou a pausa em sua carreira musical para entrar novamente na faculdade, desta vez no curso de administração pelo Centro Universitário Augusto Motta (UNISUAM), também no Rio de Janeiro, tendo um horário versátil nas gravações como apresentadora para poder frequentar as aulas sem faltas ou compromissos fora de rotina, como acontecera antes na carreira musical. Kelly se formou como administradora em 2013.
Em 2015 iniciou novamente o curso de medicina veterinária pela Universidade Estácio de Sá, dez anos depois da primeira tentativa de cursa-lo, conseguindo planejar-se para alternar os estudos e a carreira. Durante o segundo semestre, Kelly foi convidada para ser monitora de turma, auxiliando os professores como técnica, porém teve que deixar a faculdade após completar o segundo ano devido a terceira gestação. Kelly não tem a pretensão de abrir um consultório particular, mas sim trabalhar com animais silvestres e de campo, além de planejar abrir uma ONG própria para animais abandonados assim que concluir o curso.

### Vida Pessoal
Em 1997 Kelly conheceu o cantor Latino durante a seleção de modelos que gravariam o videoclipe "Louca", o qual ela participava. Os dois começaram um envolvimento a partir dali e passaram a namorar poucos dias depois, sendo que, após dois anos namorando, em 1999, foram morar juntos, quando a cantora tinha apenas 16 anos. Apesar disso, o casal nunca veio a se casar oficialmente. Kelly deu a luz à sua primeira filha, Suzanna Afonso Rocha Freitas, nascida de parto cesariana, no Rio de Janeiro, em 30 de outubro de 2000, fruto de seu relacionamento com o cantor. Na época Kelly retornou para a casa dos pais para ser auxiliada por sua mãe nas primeiras semanas após o parto, declarando que seu relacionamento foi esfriando após o nascimento da filha. Em junho de 2002 a união estável chegou definitivamente ao fim, e Kelly voltou a morar com seus pais. Apesar disto, Latino foi contra o término, tentando retomar a união, sempre negado pela cantora. Em entrevistas, Kelly afirmou ter descoberto diversas traições de Latino: "Fui traída, não foi uma, duas, três vezes. Foram mais de dez". No mesmo ano entrou com um processo de pensão alimentícia para sua filha. Logo após, Latino tentou conseguir a guarda de Suzanna, porém o pedido foi negado pela justiça.
Em julho de 2002 Kelly viajou para a Angola para realizar alguns shows e conheceu o futebolista e empresário Jaime Pedro Freitas, conhecido como Mico, com quem começou um relacionamento em novembro daquele ano. Em janeiro de 2003 o casal foi morar juntos. Jaime Pedro é filho do empresário luso-angolano Jaime Freitas, presidente do Grupo COSAL, com uma fortuna pessoal avaliada em mais de 500 milhões de euros. Em 25 de outubro de 2003 anunciou durante entrevista para o jornal Extra que estava gravida de 3 meses, e esperando um menino. Porém, devido a uma metrorragia, Kelly sofreu um aborto espontâneo aos cinco meses de gestação. A morte fetal foi constatada durante uma ultrassonografia, o que deixou a artista extremamente abalada. A artista ficou uma semana internada, após realizar uma curetagem. Em 3 de março de 2004, Kelly e Mico decidiram oficializar a união conjugal. Ambos casaram-se uma cerimônia civil, e também religiosa, realizada na tradicional Igreja de Nossa Senhora da Candelária, no Centro do Rio de Janeiro. A festa de casamento foi realizada na casa de festas Vila Riso, localizada no bairro de São Conrado, na zona sul carioca, onde receberam 300 convidados. O casamento foi orçado em mais de 300 mil reais, incluindo um fretamento de um avião da TAAG de Lisboa e Luanda ao Rio de Janeiro, trazendo parentes do casal, onde também tiveram uma noite de núpcias no Copacabana Palace. Em 26 de julho anunciou para a imprensa estar grávida de seu segundo filho, que nasceu em 4 de fevereiro de 2005, de parto cesariana, no Rio de Janeiro, com o nome de Jaime Vitor de Almeida Freitas. Em 18 de julho de 2016 anunciou estar grávida do terceiro filho, Artur de Almeida Freitas, que nasceu também de parto cesariana, no Rio de Janeiro, no dia 26 de janeiro de 2017, tendo sido o parto divulgado nas redes sociais da artista.

### Fitness
Desde o início da carreira Kelly esteve envolvida com qualidade de vida e levantando a bandeira do bom condicionamento físico. Durante suas turnês a cantora levava barras de peso para exercício, além de caneleiras de 10 kg cada e anilhas de 20 kg, exercitando-se regularmente antes e após os shows. Em 2009 Kelly deixou essas práticas, engordando 14 kg até 2011. Em 2012 retornou seus treinamentos, porém de forma diferenciada, deixando de lado a musculação baseada em pesos e máquinas e passando a fazer exercícios funcionais semelhantes ao pilates junto a seu personal trainer Léo Russo: "É um treinamento funcional, inspirado no pilates, que trabalha fortalecimento, queima de calorias e equilíbrio espiritual. Não usamos nenhuma máquina e, por poder ser feito em qualquer lugar, chamamos de treino playground". Em 2013, após ter perdido os 14 kg, passou a ser orientada pela  preparadora física Bella Falconi, em uma nova série para tonificar, baseada também em ioga. Em 2014 passou a realizar um treinamento especializado do universo fitnes para tonificar o corpo, com base em exercícios aeróbicos, suplemento e uma dieta proteica e sem carboidratos. Em suas redes sociais passou a dar detalhes dos treinamentos, o qual chamou de Projeto Baba Baby, e auxiliar os seguidores que buscassem o objetivo. Em 2015 Kelly seu treino passou a ser a ser patrocinado pela empresa de suplemento alimentar Body Nutry, além de receber o título de Musa Fit pela revista Fit Magazine.

### Tatuagens
Kelly tem ao todo quinze tatuagens pelo corpo. Em 1998 Kelly realizou sua primeira, um retrato de seu marido na época, Latino, percorrendo toda a panturrilha. O cantor também tatuou o rosto de Kelly na coxa. Logo depois, no mesmo ano, ela inseriu o desenho do autografo do cantor em sua virilha. Em 2002, após o fim do relacionamento, Kelly realizou diversas sessões de laser para remoção do desenho, porém o mesmo nunca foi totalmente apagado. Em seu lugar a cantora tatuou uma fada para esconde-la definitivamente, além de aproveitar a ocasião para escrever uma frase na perna direita. No mesmo ano ela seu namorado, Mico, tatuaram juntos uma frase que começava na nuca do empresário ("Vou te beijar...") e terminava na da cantora ("...então beija"). Em 2003 fez o desenho de uma borboleta na virilha por cima da assinatura do ex-marido, cobrindo totalmente a antiga. Em 2005 estampou dois anjos na lateral da cintura, cada um representando um de seus filhos, Suzanna e Vitor. Em 2006 foi a vez de inserir uma estrela na mão esquerda perto do polegar, dois corações na parte de trás da cintura e uma frase no pulso direito. Já em 2008 Kelly tatuou três estrelas pequenas no parte de trás do braço esquerdo. Em 2010 tatuou um ramo de sakuras cherry blossom, flores originárias do Japão, que sai das costas e percorre a nuca e o ombro direito da cantora. Em novembro de 2014 tatua uma hamsá, um talismã com a aparência da palma da mão com um olho concentrado no meio utilizado por judeus contra mau-olhado, no braço direito.

## Características musicais

### Influências
Para Kelly a cantora estadunidense Britney Spears é a maior referência musical para sua carreira. Sua carreira começou exatamente quando o empresário Dalmo Belloti procurava uma garota para lançar como cantora em um projeto de música pop coreografado aos moldes de Britney e a convidou, fazendo com que ela aprofundasse seus conhecimentos na carreira desta. Durante o programa TV Xuxa, em 2008, defendeu Britney ao ser questionada sobre a fase conturbada e o envolvimento com drogas ilícitas, dizendo que as pessoas não deviam focar na vida da artista e sim em sua carreira: "É uma excelente cantora, ela tem um domínio de palco incrível. Tudo que ela faz é maravilhoso, ela investe pra caramba".
Outra artista que também influenciou Kelly foi Madonna, a qual ela disse ser admiradora tanto de seu trabalho como cantora, quanto do envolvimento no movimento pela paz mundial e contra Guerra do Iraque. Kelly chegou a gravar uma versão de "Holiday" para seu primeiro DVD, em 2004; porém a canção acabou não sendo incluída no lançamento. Já em 2008, no Caldeirão do Huck, disse que seu maior sonho seria cantar com Madonna ou Jennifer Lopez, outra grande referência em sua carreira. Outras artistas citadas incluem Christina Aguilera, Janet Jackson e Shakira. Além disso, Kelly disse admirar alguns artistas de hip hop, como Eminem, Dr. Dre, 50 Cent, Snoop Dogg, Ciara e Fergie. Entre artistas brasileiros Kelly mencionou Fernanda Abreu e Luciana Mello como as principais referências similares ao som dançante que ela desenvolvia, além de Gabriel o Pensador e O Rappa. Kelly também declarou que Ivete Sangalo é uma de suas principais referências de carreira bem-sucedida, além de ter sido uma das primeiras pessoas a ajudá-la no início da carreira, ao convidá-la para cantar em seu trio elétrico durante o Carnaval de 2002.
Em seu retorno para o cenário musical, em 2014, as inspirações de Kelly mudaram de artistas de música pop para outros de kizomba e reggaeton. Durante entrevista para a rádio Nativa foram citados os artistas angolanos, como Suzanna Lubrano, Anselmo Ralph e Celma Ribas, além do cantor espanhol Enrique Iglesias, sendo que sua influência se deu quando Kelly escutou a faixa "Bailando": "Quando eu escutei [a música], eu fiquei enlouquecida e sabia que era o clima que eu queria. Junto com o kizomba, eu consegui chegar no fator certo". Além disso a cantora de afro dance Kataleya foi mencionada como influência para o álbum No Controle.

### Estilo musical e composições
"Eu tenho uma linguagem muito minha e no início da carreira eu não pensava no que as pessoas iam imaginar, saia escrevendo e foi aí que surgiram meus maiores sucessos como "Baba", "Cachorrinho" e "Anjo". Num determinado momento eu comecei a me preocupar demais, porque as pessoas começaram a 'linkar' o que eu cantava, com o que eu era. Hoje eu consigo fazer esse balanço para não me rotularem mais."

— Kelly durante entrevista em 2010.
Key possui um tipo vocal classificado como soprano soubrette, com um alcance de 2 oitavas. A classificação vocal mostra notas de forma suave e baixa emissão, com pouco esforço, usando mais a voz de cabeça e falsete. Um dos motivos que diminuíram sua capacidade vocal durante os anos é o cigarro, uma vez que a cantora passou a fumar demasiadamente durante a carreira. Em 2012 revelou que sua voz estava dois tons abaixo do que no início de sua carreira devido ao tabaco. Seu estilo musical é classificado como pop, incluindo outros gêneros recorrentes como R&B, dance-pop e electro-pop. Algumas canções apresentam gêneros específicos como freestyle ("Ciume", "A Loirinha, o Playboy e o Negão"), melody ("Pegue e Puxe", "Demorô"), EDM ("I Deserve It", "Shaking"), pop-rock ("Tô Fora"), teen pop ("Papinho", "Bad Boy") e latin pop ("Shake Boom"). Em 2015 com seu álbum No Controle, Kelly mudou o foco de sua sonoridade, investindo em ritmos africanos como kizomba e afro dance e latinos reggaeton, zouk e zumba. Kelly também tem experiência em outras línguas, tendo gravado em inglês, como "Craving for the Summer", "I Deserve It", "Shaking" e "Let It Glow", e em espanhol, uma vez que lançou um álbum completo voltado à América Latina, intitulado En Español, além do dueto "Tan Feliz".
No âmbito de composições, Kelly escreveu a maioria de suas canções, sendo que seu álbum de estreia foi totalmente autoral. Seu principal parceiro para compor é o músico Andinho, que trabalhou até seu hiato, em 2008, e o qual dividiu os créditos de canções como "Escondido", "Cachorrinho", "Anjo" e "Você é o Cara". A partir de 2005 Kelly passou a formar parcerias com outros compositores como Umberto Tavares, Gustavo Lins  e Edu Ferreira. Em 2010 passou a compor em inglês junto com o produtor Mr. Jam, que inspirou-a à buscar novos desafios. Em 2011 contou em uma entrevista que antigamente escrevia canções sem pensar na opinião alheia, mas em um momento da carreira ficou com medo dos rótulos. A temática das canções também foram mudando no decorrer de sua carreira. Em seus três primeiros álbuns as letras falavam essencialmente sobre sexualidade feminina e feminismo. Porém em seu terceiro álbum, em 2005, o foco mudou, apostando em temas adolescentes como relacionamentos amorosos e amizades. Em 2006 gravou sua canção mais controversa e sexualmente explícita, "Me Pega de Jeito" ("Se quer me ver de joelhos / Vou te dá mais um conselho / Que de repente dá tempo / Ta junto não é ta do lado, é ta dentro / Não gosto de garoto eu gosto é de homem / Gosto de tudo que me der prazer / Me pega de jeito ou não pega / Ou faz direito ou não faz"). Para o álbum No Controle, Kelly declarou que buscou composições que expressassem amadurecimento, deixando de lado a imagem dominante para dar lugar à visão de relacionamento da mulher de 30 anos: "Obviamente minhas letras estão diferentes. Antes eu cantava sobre a mulher que dominava. Agora eu canto sobre a mulher madura. Minha visão de relacionamento mudou".

## Filantropia e ativismo LGBT

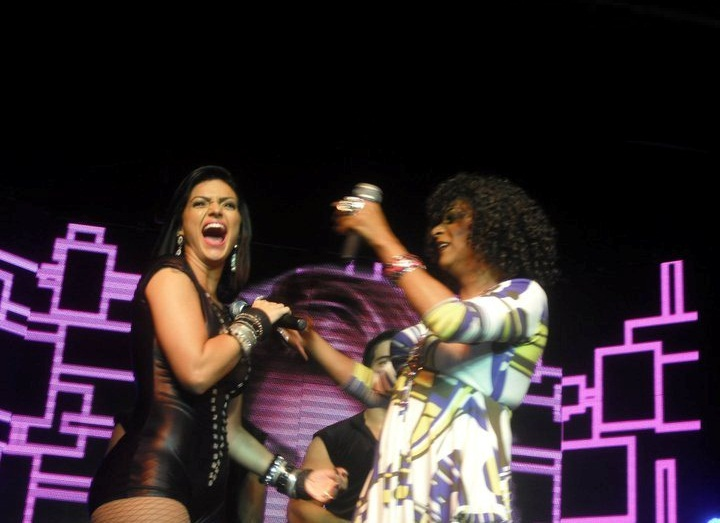
Kelly e a drag queen Silvetty Montilla em 2011.

Em 2003 Kelly se tornou embaixadora da campanha do Governo Federal contra a HIV/AIDS no Brasil e pelo incentivo ao uso do preservativo. Segundo o Ministério da Saúde do Brasil a decisão foi tomada depois de notar a sua popularidade de Kelly com o público jovem, especialmente a feminina e de baixa renda, e a facilidade com que ela se comunicava com este nicho. Para a campanha foi criado o slogan "Sexo sem camisinha? Só olha e baba baby", além da gravação de quatro diferentes comerciais para promover a ideia, sendo que o mais famoso deles onde aparecia comprando camisinha em uma farmácia como forma de quebrar o tabu o contra mulheres levarem-o até o parceiro. A campanha repercutiu positivamente entre os jovens, porém negativamente nos setores mais conservadores da sociedade, que chegaram a enviar reclamações para o Ministério, declarando que Kelly não tinha os valores corretos para a campanha por ter tido uma filha adolescente e cantar músicas sexualmente ativas onde, segundo as reclamações, o homem é oprimido. Porém o Ministério da Saúde manteve a campanha e declarou publicamente que, exatamente por ter sido mãe muito jovem, Kelly era um exemplo real para o uso do preservativo sem demagogias. Além disso o Ministro da Saúde da época, Humberto Costa, declarou que a vulnerabilidade da mulher era por conta do machismo nas decisões e que a cantora vinha para reestruturar a imagem da mulher moderna que não tem medo de se proteger.
Desde 2003 Kelly é a embaixadora oficial da instituição beneficente Amigos da Infância com Câncer (AMICCA), que cuida de crianças com câncer no Rio de Janeiro. A cantora faz anualmente doações de presentes para as crianças no Dia das Crianças e Natal, além de se engajar nas ações de arrecadação de fundos e realizar pocket shows para os enfermos. Desde 2005 também se tornou madrinha do Hospital Pequeno Príncipe, em Curitiba, que trata de crianças com graves doenças. Segundo Kelly as pessoas com maior poder aquisitivo tem o dever de auxiliar as instituições: "Todos precisamos contribuir para que as crianças tenham oportunidades de crescer saudáveis". Neste ano também participou do Futebol dos Artistas, que aplicava toda a renda obtida com a venda dos ingressos do jogo em instituições do combate à fome e à desigualdade social. Em 2006 desfilou no evento de caridade Fashion Mix Solidário, lançando camisetas da campanha filantrópica que revertiam o dinheiro ganho com a venda destas para tratamentos médicos da população carente. No mesmo ano também cantou durante o protesto da Central Única dos Trabalhadores na Avenida Paulista, em São Paulo, em frente à 50 mil pessoas, sendo embaixadora do protesto que pedia reajuste dos baixos salários.
Em 2008 se tornou parceira da ONG Ação da Cidadania contra a Fome, a Miséria e pela Vida, no Centro Cultural da Ação da Cidadania, que combate a fome e a desnutrição infantil. No mesmo ano engajou-se na campanha da Sociedade Viva Cazuza para coletar fundos para crianças portadoras do vírus do HIV. Em 2009 se tornou madrinha da Casa Hope e ajudou a arrecadar e entregar dois mil quilos de alimentos saudáveis para o Projeto Emagrecimento Solidário, que visava combater a obesidade infantil e realizar o tratamento acompanhado para a doença. Em 2010 se tornou membro da campanha Sou Retado, Seja Também, promovida pela Sandwich Hall, visando arrecadar verba para ajudar 600 crianças e adolescentes que sofrem de câncer do Núcleo de Apoio ao Combate do Câncer Infantil (NACCI). Também prestou serviço voluntário no Instituto Ronald McDonald, onde ajudou funcionamento da instituição que cuida de crianças com câncer no preparo da alimentação. Ainda em 2010 foi madrinha do Natal do Projeto Arte na Praça, projeto que levava intervenções artísticas para famílias de baixa renda na cidade de Itatiaia. Em 2011 integrou a campanha Carinho de Verdade, visando mobilizar a sociedade para ajudar a combater o abuso e a exploração sexual de crianças e adolescente e incentivando denúncias para levar à justiça pedófilos. Em 2015 apoiou a campanha salientada pela atriz portuguesa Sofia Ribeiro pela prevenção e tratamento do câncer de mama.
Ativismo LGBT

"O meu filho e a minha filha não crescem com essa cabeça bitolada [contra homossexuais]. As pessoas começam 'mas se isso acontecer na sua casa você vai pensar diferente'. Eu não tô nem aí. Meus filhos estão abertos para a sexualidade deles, para eles se expressarem da maneira que eles quiserem. Se é assim que eles são, tô aqui para te amar. Não é uma aberração, quero que sejam felizes."

— Kelly durante entrevista ao Programa Raul Gil em 2015.
A cantora tem uma relação com a comunidade LGBT desde o início de sua carreira, por conta de suas canções que expressavam a liberdade sexual e de expressão, além de ter lançado um álbum remix exatamente para se tocar em boates, o Remix Hits. Entre 2002 e 2005 realizou diversos shows de suas turnês em casas noturnas voltadas a este público, época em que não se era comum ter artistas de grande proporção em locais pequenos. Em 2011, durante entrevista para o programa online Pheeno, defendeu a diversidade dos núcleos familiares: "Família é quem a gente escolhe, independente de qualquer coisa, adoção hoje é tão natural" e, logo depois, em entrevista para a revista Junior, acrescentou que estaria do lado de seu público apoiando e defendendo eles contra a homofobia. Em 11 de setembro esteve presente na parada gay de Florianópolis, em Santa Catarina, onde cantou para um público de 150 mil pessoas.
Ainda mesmo ano defendeu o projeto de lei a n.º 4277, que reconhecia o casamento entre pessoas do mesmo sexo no Brasil, e, após aprovada, comemorou durante entrevista ao portal da Globo, dizendo que se incomodava há muito tempo com as perseguições contra homossexuais: "Foi uma grande vitória. Numa família há pai, mãe, filhos, homossexuais e heterossexuais. Isso tudo faz parte da minha rotina. Eles devem ter direitos como qualquer um. Se eu me incomodava com isso, imagina eles". Em 1 de setembro de 2013 participou da parada da diversidade de Bauru, onde se apresentou para 60 mil e ajudou na luta pela igualdade. Em 7 de setembro de 2014 também cantou na décima edição da parada gay de Cabo Frio, no Rio de Janeiro, com um público de 100 mil. Em 30 de setembro publica em suas redes sociais uma campanha em apoio aos diversos tipos de famílias, tanto heterossexuais, quanto homossexuais, recebendo diversas críticas por parte do público conservador, porém dizendo que não retiraria. Em 21 de março de 2015, durante entrevista ao Programa Raul Gil, continuou seu discurso em apoio, dizendo que achava abominável ser contra a comunidade LGBT: "Eu sei que mais 50% da população brasileira, o que é uma vergonha, são contra. É um absurdo. Não é uma aberração. Acho um absurdo isso acontecer nos dias de hoje". Além disso disse que ensinou seus filhos desde os primeiros anos à tratar de igual para igual a diversidade sexual.

## Legado

Kelly ficou marcada pelas composições sobre o poder da mulher e o feminismo.

Kelly se tornou um ícone da música pop brasileira no decorrer dos anos. No início de sua carreira Kelly ajudou a transformar o cenário da música pop no Brasil ao lançar canções que falavam da sexualidade feminina e apresentar uma imagem feminista, vindo em oposto ao movimento romântico. Alex Antunes do Lex Lilith disse que a cantora soava mais natural e próxima a realidade das adolescentes pelo conteúdo expresso e pela imagem que passava do que as demais desta época, representando mudanças reais. Em 12 de maio de 2003 o Jornal do Brasil publicou uma materia onde dizia que Kelly liderava uma revolução cenário musical dos últimos anos que clamava por ídolos que cantassem de igual para igual. No mesmo mês a UOL declarou que ela desconstruiu o "modelo virginal representado por Sandy" ao assumir "sem as hipocrisias e moralismos de praxe" a vida sexual ativa perante a imprensa. O sociólogo Daniel Martins citou Kelly em sua análise da música brasileira dos pontos de vista urbano, político, étnico, racial, religioso e de gênero, dizendo que a cantora contribuiu para a formação da identidade musical nacional na década de 2000. Kelly foi é citada por vezes também com o título de 'rainha do pop nacional' por sua contribuição no gênero. Ao longo de sua carreira foram 2 milhões de cópias vendidas. Durante entrevista ao programa De Frente com Gabi, em 2 de fevereiro de 2015, afirmou que se nome havia se tornado um estilo próprio, calçado pela imagem sensual e as canções dançantes, coreografadas e com letras sobre o poder feminino.
Em 19 de fevereiro de 2003 Kelly foi a primeira artista brasileira a ser indicada como Rainha da Música no Festival Internacional da Canção de Viña del Mar, no Chile, sendo também a primeira de música pop do Brasil a se apresentar e ser jurada do festival, cantando para para 15 mil pessoas e julgando a categoria de artistas folclóricos durante os cinco dias da quinquagésima quarta edição. Em 2004 o artista plástico Marcelo Rezende realizou uma versão em tamanho real de cera da cantora, exposta em seu museu. Em 2008 o jornalista Zeca Camargo publicou um ranking das Mil Melhores Músicas Brasileiras com base em seu estudo, onde incluiu "A Loirinha, o Playboy e o Negão" em 180 e "Baba" em 564. Além disso "A Loirinha, o Playboy e o Negão" também foi incluída em vinte e três na lista das 30 Melhores Músicas Pop Brasileiras que o jornalista realizou no ano seguinte, sendo descrita como um grito de protesto contra o racismo. Para a comunidade LGBT além de sua carreira na música, Kelly deixou um legado com base em seu ativismo nos direitos LGBT, ganhando em 7 de março de 2012 Troféu Triângulo Rosa, maior condecoração brasileira deste nicho, que premiou a cantora pelo trabalho contra a homofobia. Em 2014, Kelly Key foi a primeira artista a receber o "Prêmio Platinum: Contribuição para a Música Pop Brasileira" no Radio Music Awards Brasil. No mesmo ano, foi eleita madrinha da Força Aérea Brasileira, em Pirassununga.  Kelly também se tornou um símbolo sexual no Brasil ao criar desde o início de sua carreira uma imagem de Lolita, a garota jovem e sexualmente atraente. Entre 2002 e 2007 passou a figurar na lista das 100 mais sexy do mundo da revista VIP, sendo seu ápice em 2003, quando esteve em número vinte e dois. Em 2011 foi homenageada na sessão Clássicos VIP, como uma das mulheres mais sensuais de todos os tempos.
Kelly também influenciou a carreira de outros artistas. A argentina Madame Mim descreveu sua sonoridade como uma mistura de Kelly com Lady Gaga, influenciando-se especialmente para compor o álbum Quero Ver seu Bang Bang, em 2010. No mesmo ano a cantora de MPB Maria Gadú também citou-a como influência, dizendo que, apesar do gênero diferente, Kelly havia sido parte de sua adolescência e defendeu-se das críticas pela afirmação dizendo: "Kelly é tão música quanto Chico Buarque. Um sol [nota musical] é um sol, com Kelly ou com Chico". Em 2011 Lorena Simpson disse que Kelly tinha influenciado a criação de sua personalidade artística: "Trabalhar com a Kelly acrescentou muito na minha vida profissional, aprendi bastante com os quase 3 anos fazendo parte da equipe, tudo foi um grande aprendizado e sou muito grata por ter trabalho com ela". Outros artistas que referenciaram Kelly em algum aspecto de sua carreira incluem Perlla, Karina Battis, Sophia Abrahão e Lú Di Paula.

## Filmografia

### Internet
| Ano           | Título          | Cargo         |
| ------------- | --------------- | ------------- |
| 2015–presente | Canal Kelly Key | Apresentadora |

### Televisão
| Ano     | Título                 | Personagem / Cargo     | Nota                                |
| ------- | ---------------------- | ---------------------- | ----------------------------------- |
| 1999    | Samba, Pagode & Cia.   | Apresentadora          |                                     |
| 2003    | Mundo da Imaginação    | Branca de Lua          | Episódio: "12 de maio"              |
| 2003    | Siga Aquela Estrela    | Estela                 | Especial de final de ano            |
| 2004    | Celebridade            | Ela mesma              | Episódio: "12 de março"             |
| 2004    | Band Kids              | Apresentadora          |                                     |
| 2004    | Contando Histórias     | Apresentadora          | Especial de final de ano            |
| 2006    | Prova de Amor          | Ela mesma              | Episódio: "2 de janeiro"            |
| 2006    | Dança dos Famosos      | Participante           | Temporada 2                         |
| 2008–09 | Astros                 | Jurada                 | Temporada 1                         |
| 2009    | Show da Gente          | Jurada                 | Quadro: Concurso Nacional de Pagode |
| 2009    | Hoje em Dia Especial   | Apresentadora          |                                     |
| 2009    | Mestres do Ilusionismo | Apresentadora          | Especial de final de ano            |
| 2010–11 | Game Show              | Apresentadora          |                                     |
| 2010    | Hoje em Dia            | Repórter               |                                     |
| 2012–13 | Ídolos Kids            | Jurada                 |                                     |
| 2014    | Domingo da Gente       | Apresentadora especial | Episódio: "19 de janeiro"           |
| 2015    | Vai que Cola           | Ela mesma              | Episódio: "O Leão Egípcio do Méier" |
| 2018    | Vai que Cola           | Ela mesma              | Episódio: "Quem não Tem Colírio"    |

### Cinema
| Ano  | Título                   | Personagem |
| ---- | ------------------------ | ---------- |
| 2003 | Didi, o Cupido Trapalhão | Ela mesma  |

## Discografia
- Kelly Key (2001)
- En Español (2002)
- Do Meu Jeito (2003)
- Kelly Key (2005)
- Por que Não? (2006)
- Pra Brilhar (2008)
- No Controle (2015)
- Do Jeito Delas (2020)

## Produtos e autenticações
Entre 2002 e 2007 lançou três coleções de sandálias pela empresa Grendene. Em 2003 teve uma linha de tênis em parceria com a empresa Francal intitulada Tênis do Seu Jeito, em referência à seu álbum Do Meu Jeito. Também lançou pela Acalanto sua própria boneca, que trazia traços idênticos de Kelly como as mechas rosa e uma tatuagem em forma de estrela na mão esquerda. Em 2004 assinou uma série de almofadas e travesseiros cujo design foi feito por ela mesma. Em 2005 uma segunda edição de sua boneca é realizada, desta vez com um metro de altura e com mecanismo para movimentar-se. No mesmo ano assina com a operadora de telefonia celular Vivo para o lançamento de suas canções para download através da Internet móvel dos aparelhos, sendo que em pouco tempo sua canção "Barbie Girl" se tornou a mais comprada do aplicativo. Em 2007 fechou parceria com a TIM e se torna a primeira artista brasileira a ser personagem de um jogo para os aparelhos moveis, desenvolvido pela empresa Skyzone e lançado pela Warner Music em parceria com a operadora. Em 2009 assina com a grife Kaiwaa para lançar sua linha de roupas, a Kaiwaa by Kelly Key. Em 4 de junho inaugura uma loja exclusiva de sua grife na cidade de Marília, em São Paulo. Kelly também foi dona da boate Capital Clube, inaugurada em 2009 no Rio de Janeiro e vendida em 2010.

## Turnês
| Oficiais - Kelly Key Tour (2002–2003) - Turnê Ao Vivo e do Meu Jeito (2003–2004) - Por Causa de Você: O Show (2004) - Turnê O Filme Já Vai Começar (2005–2006) - Turnê Por que Não? (2006–2007) - Turnê 100% (2008–2009) - In the Night Tour (2011–2012) | Promocionais - Holiday Tour (2010) - Turnê Controle (2015) - Turnê Aumenta o Som (2019–2020) |